# Baladas do Asfalto e Outros Blues (Ao Vivo)
Baladas do Asfalto & Outros Blues (Ao Vivo) é o primeiro Cd ao vivo e o quarto DVD "solo" do cantor e compositor maranhense Zeca Baleiro.
No repertório do disco, gravado ao vivo no Teatro SESC Pinheiros - São Paulo, nos dias 23 e 24 de junho de 2006, encontram-se releituras de outros artistas da MPB, como “Palavras”, de Erasmo e Roberto Carlos, "Meu Coração Está de Luto", de Waldick Soriano (nos extras), entre outras.

## Faixas

### CD
01 Versos perdidos

02 Balada do asfalto

03 Cachorro doido

04 Meu amor minha flor minha menina

05 Flores do asfalto

06 Alma nova

07 Balada do céu negro

08 Mulher amada

09 Cigarro

10 Muzak

11 Quando ela dorme em minha casa

12 Amargo

13 O silêncio

### DVD
01. Versos Perdidos

02. Meu Amor Minha Flor Minha Menina

03. Cachorro Doido

04. Flores no Asfalto

05. Babylon

06. Retalhos de Cetim

07. Telegrama

08. Muzak

09. Palavras

10. Balada do Céu Negro

11. Fiz Esta Canção

12. Heavy Metal Do Senhor

13. Quase Nada / Amor

14. Lenha

15. Balada do Asfalto / Bicho de 7 Cabeças II

16. Alma Nova

#### Extras (Outros Blues)
17. O Silêncio

18. Meu Coração Está de Luto

19. Não Adianta

## Músicos
- Zeca Baleiro - Voz, violões e guitarra.
- Tuco Marcondes - violões, guitarras, ukelele e vocais.
- Fernando Nunes - baixo, violão e vocais.
- Adriano Magoo - teclados, acordeom, piano e vocais.
- Kuki Stolarski - bateria e percussão.